# ادیلسون مارینگا
ادیلسون مارینگا (انگلیسی: Adilson Maringá؛ زادهٔ ۲۲ اوت ۱۹۹۰) بازیکن فوتبال اهل برزیل است.
از باشگاه‌هایی که در آن بازی کرده‌است می‌توان به باشگاه فوتبال آرما اشاره کرد.